# One Way (canção)
"One way" (estilizado como one way) é um single da banda de rock japonesa Sid, lançado em 11 de novembro de 2009 pela Ki/oon Music. A canção foi usada como tema de encerramento da série de televisão Uchikuru!, da Fuji TV. Foi lançado em três edições. As duas limitadas incluem um DVD com o videoclipe da faixa-título e uma filmagem de "Doyōbi no Onna" em um show da turnê Hikari. A filmagem difere entre a edição limitada A e a B. Já a edição regular conta apenas com o CD de três faixas.

## Promoção e lançamento
"One way" foi lançada como single em 11 de novembro de 2009. Dois dias depois, a banda realizou um evento especial no site da Sony Music Japan com 36 horas de duração, consistindo em divulgar gratuitamente o refrão do videoclipe, mensagens dos integrantes e outros conteúdos promocionais. No final de semana seguinte ao lançamento, a banda apareceu em vários programas de televisão, como o Music Japan da NHK, Music Station da TV Asahi, entre outros. Os fãs que fizeram o pré-download da canção no aplicativo da Recochoku, Chaku-uta, seriam os únicos que poderiam solicitar ingressos para a turnê seguinte da banda, que se iniciaria em março.

## Composição e temas
"One way" foi composta por Aki, enquanto o lado B "Kaitō Neon" foi composto por Shinji, e todas as letras foram escritas pelo vocalista Mao como de costume.
O website Barks considerou-a como uma faixa "rápida e otimista que mantém a melodia forte típica do SID [...] ótima para se tocar ao vivo", notando que é completamente diferente do single anterior "Uso". Já a revista online de música CD Journal descreveu "One way" como "uma canção de rock suave com sensação de velocidade", também elogiando sua sonoridade quando tocada ao vivo. Sobre "Kaitō Neon", descreveu-a como um rockabilly onde "o som do piano emite uma atmosfera de mistério". Os dois sites mencionaram como a temática do single é diferente dos anteriores da banda, que em geral falavam sobre amor. "One way" expressa o desejo e determinação de seguir em frente e avançar em direção ao futuro e seus sonhos. Barks elogiou as letras de Mao nesse quesito.

## Desempenho comercial
Alcançou a terceira posição na Oricon Albums Chart semanal e ficou na parada por dez semanas. Vendeu 54,683 cópias enquanto permanecia na Oricon, se tornando o sexto single mais vendido da banda. Na parada de singles japoneses de rock e pop da Tower Records, estreou em quinto lugar. Também chegou à quinta posição na Billboard Japan Hot 100.
No dia de lançamento, os aplicativos Uta Net e Peps! Music classificaram a letra da canção como a mais visualizada do momento. Já o Chaku-uta da Recochoku classificou-a em terceiro lugar.

## Faixas
Todas as letras escritas por Mao. 
| N.º            | Título                                                        | Música         | Produção              | Duração |  |
| 1.             | "One way"                                                     | Aki            | Sid                   | 3:32    |  |
| 2.             | "Kaitō Neon" (怪盗ネオン)                                     | Shinji         | Sid e Akira Nishihira | 3:51    |  |
| 3.             | "Doyōbi no Onna" (土曜日の女, Live from SID TOUR 2009 hikari) | Aki            | Sid e Sakura          | 4:00    |  |
| Duração total: | Duração total:                                                | Duração total: | Duração total:        | 11:24   |  |

## Créditos
- Mao – vocal
- Shinji – guitarra
- Aki – baixo
- Yūya – bateria